# Boninella anoplos
Boninella anoplos là một loài bọ cánh cứng trong họ Cerambycidae.